# Jordan Zsezsov
Jordan Zsezsov (bolgár betűkkel Йордан Жежов, nyugati sajtóban Yordan Zhezhov vagy Iordan Zhezhov) (1938. január 6. – 2011. december 21.) bolgár labdarúgó és nemzetközi játékvezető.

## Sportpályafutása
A Levszki Szofija játékosa volt és kapus poszton játszott. 1970-től kezdett játékvezetéssel foglalkozni. A Bolgár labdarúgó-szövetség Játékvezető Bizottsága (JB) 1977-ben terjesztette fel nemzetközi játékvezetőnek, a Nemzetközi Labdarúgó-szövetség (FIFA) bíróinak keretébe. Több nemzetek közötti válogatott és klubmérkőzést vezetett. A bolgár nemzetközi játékvezetők rangsorában, a világbajnokság-Európa-bajnokság sorrendjében többedmagával a 6. helyet foglalja el 3 találkozó szolgálatával. Az aktív nemzetközi játékvezetéstől 1986-ban búcsúzott.

### Világbajnokság
A világbajnoki döntőhöz vezető úton Mexikóba a XIII., az 1986-os labdarúgó-világbajnokságra a FIFA JB bíróként alkalmazta.
| Időpont         | Helyszín                    | Mérkőzés típusa           | Mérkőzés              | Eredmény | Nézők száma |
| --------------- | --------------------------- | ------------------------- | --------------------- | -------- | ----------- |
| 1985. május 30. | Qemal Stafa Stadion, Tirana | előselejtező (1. csoport) | Albánia–Lengyelország | 0 : 1    | 25 000      |

### Európa-bajnokság
Az európai-labdarúgó torna döntőjéhez vezető úton Olaszországba a VI., az 1980-as labdarúgó-Európa-bajnokságra és Franciaországba a VII., az 1984-es labdarúgó-Európa-bajnokságra az UEFA JB játékvezetőként foglalkoztatta.
| Időpont              | Helyszín                      | Mérkőzés típusa           | Mérkőzés           | Eredmény | Nézők száma |
| -------------------- | ----------------------------- | ------------------------- | ------------------ | -------- | ----------- |
| 1979. november 14.   | Gradski Stadion, Újvidék      | előselejtező (3. csoport) | Jugoszlávia–Ciprus | 5 : 0    | 22 500      |
| 1982. szeptember 22. | Gerhard Hanappi Stadion, Bécs | előselejtező (6. csoport) | Ausztria–Albánia   | 5 : 0    | 9 111       |